# Новий порядок (фільм)
Новий порядок (ісп. Nuevo orden) — франко-мексиканський антиутопічний драматичний фільм 2020 року, знятий Мішелем Франко.
Прем'єра фільму відбулася на Венеційському кінофестивалі 10 вересня 2020 року. Фільм був нагороджен Гран-прі журі. У Мексиці трейлер був широко розкритикований як класовий і расистський; коли вийшов повний фільм, критики дали йому змішані відгуки.

## Сюжет
У 2021 році розрив між соціальними класами в Мексиці стає все помітнішим. Весілля багатіїв переривається групою озброєних і жорстоких бунтівників, які є частиною більш великого повстання знедолених і беруть учасників свята в заручники.
Збройні сили Мексики використовують заворушення, щоб встановити в країні військову диктатуру. Солдати під керівництвом офіцерів починають викрадати мексиканців з метою викупу. Жертв катують, гвалтують, деяких розстрілюють.

## У ролях
| Актор                  | Роль     |
| ---------------------- | -------- |
| Найан Гонсалес Норвінд | Маріанна |
| Дієго Бонета           | Даніель  |
| Даріо Ясбек Берналь    | Алан     |
| Моніка дель Кармен     | Марта    |
| Патрісія Берналь       | Пілар    |
| Ліза Оуен              | Ребека   |
| Густаво Санчес Парра   | генерал  |

## Виробництво
Мішель Франко почав розробляти ідею в 2015 році, і закінчив сюжет в 2017 році. Виробництво, закінчилося в травні 2019 року.

### Ідея фільму
Наміром Франко в «Новому Порядку» було намалювати антиутопію найближчого майбутнього, і таким чином показати розрив між багатими і бідними в Мехіко. Використовуючи цей жанр, Франко досліджує актуальні проблеми, але без зобов'язання зберігати вірність реальності. Франко посилається на антиутопічий фільм Стенлі Кубрика «Механічний апельсин» як на джерело впливу, а також на інші фільми і книги, такі як «1984» і фільм Альфонсо Куарона «Останній нащадок Землі». За словами продюсера Едгара Сан Хуана, «Новий порядок» покликаний підкреслити ризики, з якими зіткнеться суспільство його країни в майбутньому, якщо існуюча нерівність не буде виправлена. Франко пояснив перед початком зйомок: «Не секрет, що Мексика дуже бідна. Двадцять п'ять мільйонів людей голодують, і ніхто про це не говорить. Мій новий фільм пов'язаний з рядом речей, які зазвичай не розглядаються в кіно». Однак Франко сказав, що фільм пов'язаний не тільки з поточною ситуацією в Мексиці, але і з тим, що відбувається в багатьох країнах, будь то Протести в Гонконзі або «жовті жилети» у Франції.

## Прем'єра
Світова прем'єра стрічки відбулася 10 вересня 2020 року на Венеційському кінофестивалі, де вона була нагороджена Гран-прі журі. Його також показали на міжнародному кінофестивалі у Торонто 15 вересня 2020 року. Незабаром, Neon і Mubi придбали права на розповсюдження фільму В США, Великій Британії, Індії, Ірландії, Латинській Америці і Туреччині. Мексиканська прем'єра відбулася 22 жовтня 2020 року. Американська лімітована прем'єра відбулася 14 жовтня 2021.

## Нагороди та номінації
| Список нагород та номінацій                 | Список нагород та номінацій         | Список нагород та номінацій | Список нагород та номінацій |
| Кінофестиваль/Кінопремія                    | Категорія                           | Номінант(и)                 | Результат                   |
| ------------------------------------------- | ----------------------------------- | --------------------------- | --------------------------- |
| 77-й Венеційський міжнародний кінофестиваль | Золотий лев                         | Мішель Франко               | Номінація                   |
| 77-й Венеційський міжнародний кінофестиваль | Гран-прі журі                       | Мішель Франко               | Перемога                    |
| 77-й Венеційський міжнародний кінофестиваль | Премія Leoncino dOro Agiscuola      | Мішель Франко               | Перемога                    |
| Міжнародний кінофестиваль у Сан-Себастьяні  | Приз глядацьких симпатій            | Мішель Франко               | Номінація                   |
| Міжнародний кінофестиваль у Чикаго          | Гран-прі «Золотий Г'юго»            | Мішель Франко               | Номінація                   |
| Стокгольмський міжнародний кінофестиваль    | Нагорода впливу                     | Мішель Франко               | Перемога                    |
| Премія «Хосе Марія Форке»                   | Найкращий латиноамериканський фільм | Мішель Франко               | Перемога                    |
| Тулузький Латиноамериканський Кінофестиваль | Нагорода журі                       | Мішель Франко               | Перемога                    |
| Опитування критиків IndieWire               | Найкращий фільм 2021 року           | Новий порядок               | Перемога                    |
| Online Film Critics Society Awards          | Найкращий неамериканський реліз     | Мішель Франко               | Перемога                    |

## Критика
До виходу фільму в мексиканськіх кінотеатрах, трейлер був зустрінутий громадськістю та блогосферою переважно негативно. Мексиканська аудиторія в соціальних мережах звинувачувала фільм в класової ненависті, расизмі і дорікала за болісно стереотипне зображення вищих і нижчих класів Мексики.
Звинувачення в расизмі на адресу фільму посилилися, коли режисер Мішель Франко заявив, що його фільм демонструє «глибокий зворотний расизм», і що він сам відчуває себе жертвою «злочинів на грунті ненависті» через свій статус «білого мексиканця». Незабаром після цього Франко приніс вибачення в соціальних мережах і пояснив, що не знав про вплив використаних ним термінів.
Після виходу на екрани фільм отримав змішані відгуки. Деякі з негативних критиків вважали реакційним зображати протестуючих дикунами, тим самим дискредитуючи соціальні протести; інші повторювали про класовість і расизм, пов'язаних з криміналізацією бідності.